# FIA WTCC osztrák nagydíj
A FIA WTCC osztrák nagydíjat a Salzburgringen tartják Salzburgban.
A verseny a 2012-es túraautó-világbajnokság 6. fordulójaként debütált 2012. május 20-án.

## Futamgyőztesek
| Év   | Versenyző                     | Gyártó    | Helyszín | Összefoglaló |
| ---- | ----------------------------- | --------- | -------- | ------------ |
| 2014 | 1. verseny : Yvan Muller      | Citroën   | Salzburg | Összefoglaló |
| 2014 | 2. verseny : José María López | Citroën   | Salzburg | Összefoglaló |
| 2013 | 1. verseny : Michel Nykjær    | Chevrolet | Salzburg | Összefoglaló |
| 2013 | 2. verseny : James Nash       | Chevrolet | Salzburg | Összefoglaló |
| 2012 | 1. verseny : Alain Menu       | Chevrolet | Salzburg | Összefoglaló |
| 2012 | 2. verseny : Stefano D'Aste   | BMW       | Salzburg | Összefoglaló |